# Fanjia (sockenhuvudort i Kina, Liaoning Sheng, lat 40,30, long 120,03)
Fanjia (kinesiska: 范家, 范家满族乡) är en sockenhuvudort i Kina. Den ligger i provinsen Liaoning, i den nordöstra delen av landet, omkring 330 kilometer sydväst om provinshuvudstaden Shenyang. Antalet invånare är 13 514. Befolkningen består av 6 397 kvinnor och 7 117 män. Barn under 15 år utgör 16,0 %, vuxna 15-64 år 71 %, och äldre över 65 år 12,0 %.
Runt Fanjia är det tätbefolkat, med 636 invånare per kvadratkilometer. Närmaste större samhälle är Gaotai, 19,4 km nordost om Fanjia. Trakten runt Fanjia består till största delen av jordbruksmark.
Genomsnittlig årsnederbörd är 736 millimeter. Den regnigaste månaden är juli, med i genomsnitt 195 mm nederbörd, och den torraste är januari, med 4 mm nederbörd.